# Otto Winter-Hjelm
Otto Winter-Hjelm (Cristiania, Noruega, 8 d'octubre, de 1837 – 1931) fou un compositor noruec.
Estudià a Leipzig i Berlín, i des del 1864 es dedicà a l'ensenyança en la seva ciutat natal, on entre d'altres alumnes tingué a Agathe Backer-Grøndahl i Borghild Holmsen. El 1874 fou nomenat organista de l'"església de la Trinitat" i després s'encarregà de la direcció de la Societat Filharmònica, que servà fins a la seva dissolució, llavors en fundà una altra. És autor de dues simfonies, un gran nombre de peces per a piano; lieder; cors; un mètode per a piano: un altre per a orgue; 50 salms, i 46 melodies noruegues amb acompanyament de piano.